# Tom Middendorp
Thomas Antonius (Tom) Middendorp (Rheden, 6 september 1960) is een Nederlands militair van de Koninklijke Landmacht in de rang van generaal. Van 28 juni 2012 tot en met 3 oktober 2017 was hij commandant der Strijdkrachten (CDS). Daarnaast was hij oprichtend voorzitter van de raad van bestuur van de Stichting Open Nederland.
Middendorp studeerde techniek aan de Koninklijke Militaire Academie vanaf 1979, waarna hij zich verder specialiseerde in het Genieopleidingscentrum in Vught. Na de KMA vervulde hij functies als commandant van een pantsergeniepeloton, hoofd van het bureau projectmanagement bij een regionale directie van de vastgoeddienst van Defensie en commandant van het 41 Geniebataljon te Seedorf, Duitsland. Na de studie Hogere Militaire Vorming aan de Hogere Krijgsschool werd hij in 1994 geplaatst bij de landmachtstaf. In 1996 en 1997 volgde hij in de Verenigde Staten gedurende een jaar de opleiding aan het 'Command and General Staff College'.
In 1997 werd hij militair assistent van de plaatsvervangend Chef Defensiestaf bij het Ministerie van Defensie. Hierna kreeg hij een functie bij het Eerste Duits-Nederlandse Legerkorps en in 2001 werd hij benoemd tot commandant van 101 Geniebataljon in Wezep. Vervolgens was hij als kolonel beleidsadviseur bij de Hoofddirectie Algemene Beleidszaken op het ministerie.
Middendorp werd in 2006 als Senior Political Advisor uitgezonden naar Afghanistan en tevens was hij plaatsvervanger van de ambassadeur van de NAVO. Vanaf 2008 voerde hij als brigadegeneraal het commando over de 13 Gemechaniseerde Brigade in Oirschot. Hiermee werd hij in 2009 opnieuw uitgezonden. Hij voerde in Afghanistan het commando over de Task Force Uruzgan. Eind 2009 werd hij onder bevordering tot generaal-majoor directeur Operaties bij de Defensiestaf.

## Commandant der Strijdkrachten

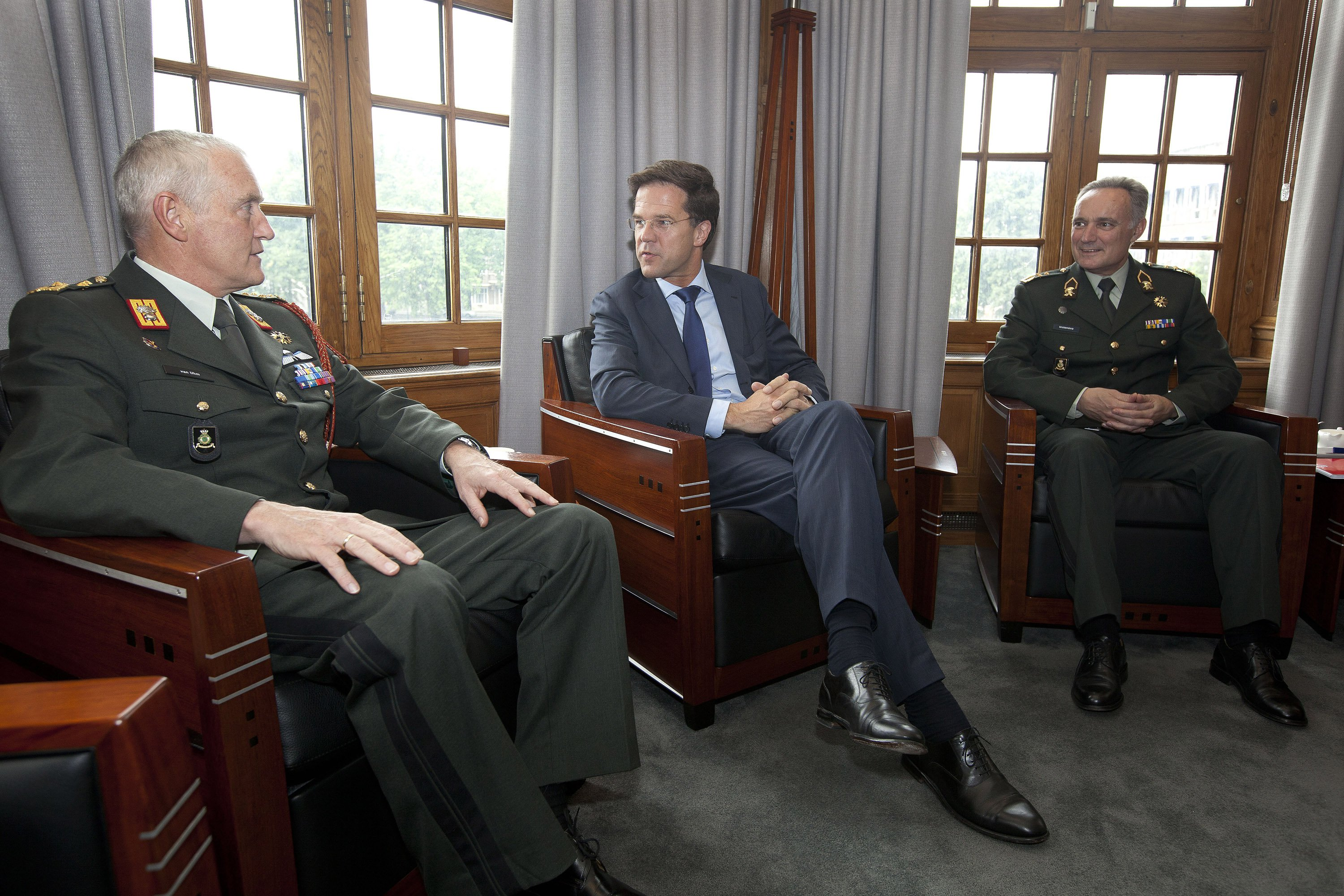
Minister-president Rutte in gesprek met Middendorp en diens voorganger Peter van Uhm, juni 2012

In september 2011 werd bekend dat hij Peter van Uhm op zou volgen als commandant der Strijdkrachten. Dit was een bijzondere benoeming, aangezien hij op dat moment de rang van generaal-majoor bekleedde. Daarom werd generaal-majoor Middendorp versneld bevorderd tot luitenant-generaal ter voorbereiding op de commando-overdracht. Hij aanvaardde het bevel op 28 juni 2012 tijdens een plechtigheid op het Binnenhof in Den Haag met groot militair ceremonieel, onder gelijktijdige bevordering tot generaal.
Tijdens de inhuldiging van koning Willem-Alexander in 2013 droeg Middendorp als hoogste vertegenwoordiger van de krijgsmacht het rijkszwaard, symbool van de zogenaamde zwaardmacht.
Op 24 februari 2017 maakte de regering bekend dat hij later in het jaar zou worden opgevolgd als CDS door vice-admiraal Rob Bauer.
Middendorps functioneren als commandant der Strijdkrachten eindigde op 3 oktober 2017, na het ontslag van minister Jeanine Hennis-Plasschaert tijdens het Kamerdebat over het mortierongeval in Mali dat aan twee militairen het leven kostte en waarbij een derde zwaargewond raakte. Middendorp besloot net als de minister op te stappen. Zijn vertrek kwam enkele dagen voor de geplande ceremoniële commando-overdracht. De ceremonie werd in verband met het aftreden van de minister en CDS versoberd.

## Adjudant in buitengewone dienst van de Koning
Per 11 augustus 2018 is generaal Middendorp benoemd tot adjudant van de Koning in buitengewone dienst. Hij is benoemd voor bewezen diensten aan de Nederlandse Krijgsmacht.

## Onderscheidingen/Decoraties
Commandeur in de Orde van Oranje-Nassau met de Zwaarden

 Herinneringsmedaille Vredesoperaties met cijfer 2

 Onderscheidingsteken voor Langdurige Dienst als Officier, cijfer XXX

 Inhuldigingsmedaille 2013

 Landmachtmedaille

 Vierdaagsekruis (5 deelnames)

 NATO Non-Article 5 medaille met gesp ISAF

 Grootofficier in de Orde van Verdienste van de Bondsrepubliek Duitsland

 Honorary Officer of the Order of Australia (Military Division) (Ere-officier in de Orde van Australië)

 Grootofficier in de Kroonorde (België)

 Commandeur de la Légion d'honneur (Commandeur in het Legioen van Eer) (Frankrijk)

 Medaille de la Defense Nationale echelon d’Or (Frankrijk)

 وسام غازي مير مسجدي خان الحكومي (wasam ghazy mir masjidiin khan alhukumi) (Staatsmedaille van Ghazi Mir Masjidi Khan) (Afghanistan)

- Ereteken van Verdienste van het Ministerie van Buitenlandse Zaken in goud

 Onderscheidingsteken Hogere Militaire Vorming (HMV) ('Gouden zon‘)

US Army Command and General Staff College International Officer Badge (VS)